# P25

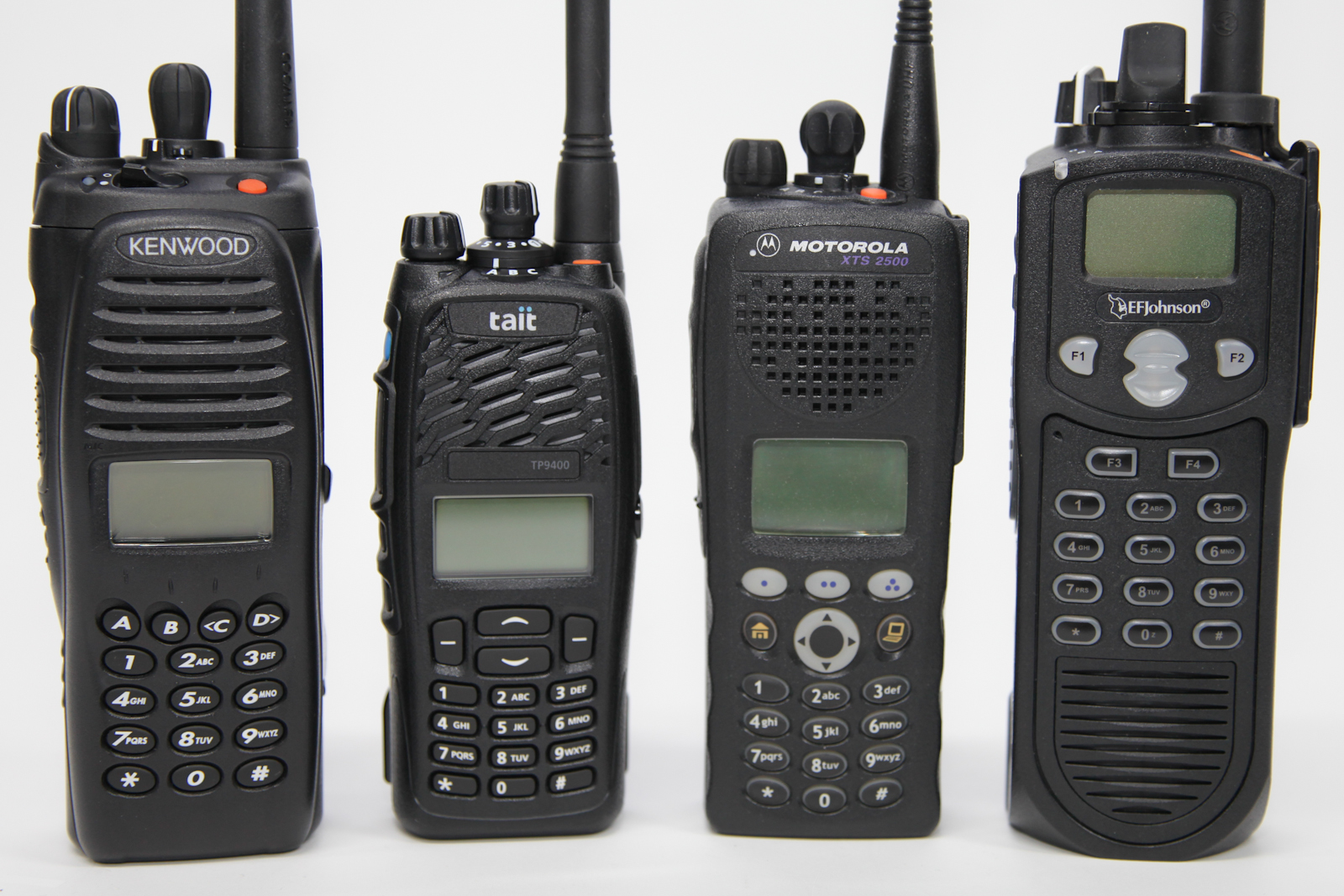
Radios compatibles con el P25, fueron usadas durante el 2012-2017.

P25 es la abreviatura de Project 25 y APCO-25, se trata de un estándar de comunicaciones digitales por radio. Esta tecnología es un estándar de TIA (Telecommunications Industry Association) y está apoyada por APCO (Association of Public-Safety Communications Officials-International). Es ampliamente usada en Estados Unidos y Canadá, sería un equivalente al estándar europeo TETRA.
Actualmente se está pasando de la Fase 1 a la Fase 2 del estándar para conseguir un mayor aprovechamiento del espectro radioeléctrico. Además de exigir simulcast en las nuevas concesiones de frecuencias.